# Melchior Nicolai
 (novembre 2023).
Melchior Nicolai (né le 14 décembre 1578 à Schorndorf, mort le 13 août 1659 à Stuttgart) est un théologien protestant allemand.

## Biographie
Melchior Nicolai est le fils de Melcher Nicolai, juriste, et de son épouse Ursula Sattler. Après la mort prématurée de sa mère, il est soigneusement élevé par sa marâtre et choisit d'étudier la théologie en raison de son talent. En raison de sa mauvaise santé, ses parents lui donnent un apprentissage chez le boulanger d'un parent à Herrenberg, mais il revient rapidement à la carrière qu'il souhaitait auparavant et pour laquelle il était parfaitement adapté.
Il étudie à Tübingen et, le 15 février 1598, est le premier parmi 50 personnes de son âge à recevoir son diplôme de maîtrise. Il a une très bonne connaissance du latin et du grec et est familier avec les sciences naturelles, notamment l'astronomie. Après ses études, il devient vicaire selon la coutume du Wurtemberg, notamment à Adelberg auprès de Lucas Osiander (l'Ancien), et plus tard en 1601 diacre à Waiblingen. En 1608, il prend la direction du pastorat de Stetten, où il doit lutter contre les sectes anabaptistes, puis en 1617 devient doyen de Marbach am Neckar.
En 1619, il est nommé à Tübingen comme professeur extraordinaire de théologie à la place de Hiemer. Au début, il a des difficultés avec les autres membres de la faculté, qui sont impliqués dans une vive dispute avec la faculté de théologie de Gießen au sujet de la doctrine de la personne du Christ. Sa position subordonnée semble indigne et il est attaqué lors de sermons. Les professeurs, de leur côté, qui traitent leur orthodoxie particulière du Wurtemberg comme une question d'honneur, l'accusent d'avoir un penchant pour les vues de Balthasar Mentzer et l'accusent même de « grossières erreurs calviniennes et nestoriennes ».
Lors de conférences répétées, Nicolai déclare qu'il veut  garder ses opinions pour lui, mais les différends, qui parviennent également au duc Jean-Frédéric de Wurtemberg strictement orthodoxe, aboutissent au transfert de Nicolai à la prélature d'Anhausen en 1621. En raison de l'intercession du Sénat, le duc retire sa résolution, Nicolai renonce à toute résistance et devient compagnon de ses collègues du corps professoral. Néanmoins, il est promu prélat à Lorch en 1625 et à Adelberg en 1628. En 1629, il doit quitter l'abbaye après l'édit de Restitution.
En 1631, il est nommé professeur ordinaire à Tübingen à la place de Theodor Thumm. En 1632, il devient recteur et en 1639 vice-chancelier de l'université de Tübingen. En 1649, il est nommé conseiller consistorial et prévôt de Stuttgart. Il occupe cette charge ecclésiastique très respectée pendant neuf ans. Après une courte maladie, il meurt le 13 août 1659 et est inhumé dans la collégiale trois jours plus tard.
Son ouvrage Jubar Coelestis Veritatis In medio tenebrarum Papisticarum rutilans, paru en 1648, est mis à l’Index librorum prohibitorum le 27 mars 1669.

## Famille
En 1608, il épousa Katharina Detz dite Nutzbeck (mort en 1631). En 1632, il épouse Margarethe Thumm, la veuve de son ancien collègue Thumm.